# Генеральный директорат
Генеральный директорат — ведомство института Европейского союза, отвечающее за определенную область политики или сферу деятельности.

## Генеральные директораты Европейской комиссии
в структуру Еврокомиссии входят профильные департаменты, называемые Генеральными директоратами, которые являются аналогами министерств в национальных правительствах. Каждый директорат занимается определённым направлением деятельности союза. Генеральные директораты Европейской комиссии часто обозначаются сокращениями.
| Директорат                                                          | Сокращение | Европейский комиссар                                                                                 |
| ------------------------------------------------------------------- | ---------- | --- |
| Сельское хозяйство и развитие села                                  | AGRI       | Европейский комиссар по сельскому хозяйству и развитию села                                          |
| Бюджет                                                              | BUDG       | Европейский комиссар по финансовому программированию и бюджету                                       |
| Проблемы климата                                                    | CLIMA      | Европейский комиссар по проблемам климата                                                            |
| Коммуникация                                                        | COMM       | Европейский комиссар по коммуникации                                                                 |
| Коммуникационные сети, контент и технологии                         | CNECT      | Европейский комиссар по цифровой повестке дня                                                        |
| Конкуренция                                                         | COMP       | Европейский комиссар по вопросам конкуренции                                                         |
| Экономические и финансовые дела                                     | ECFIN      | Европейский комиссар по экономике                                                                    |
| Образование и культура                                              | EAC        | Европейский комиссар инноваций, исследований, культуры, образования и молодёжи                       |
| Занятость, социальные вопросы и интеграция                          | EMPL       | Европейский комиссар по занятости, социальным вопросам и интеграции                                  |
| Энергетика                                                          | ENER       | Европейский комиссар по энергетике                                                                   |
| Окружающая среда                                                    | ENV        | Европейский комиссар по вопросам окружающей среды                                                    |
| Гуманитарная помощь и гражданская защита                            | ECHO       | Европейский комиссар по международному сотрудничеству, гуманитарной помощи и кризисному реагированию |
| Расширение и политика добрососедства                                | NEAR       | Европейский комиссар по расширению и политике добрососедства                                         |
| Евростат                                                            | ESTAT      | Европейский комиссар по налогообложению и таможенному союзу, аудиту и борьбе с мошенничеством        |
| Финансовая стабильность, финансовые услуги и единых рынок капиталов | FISMA      | Европейский комиссар по финансовой стабильности, финансовым услугам и рынках капитала                |
| Инструменты внешней политики                                        | FPI        | Верховный представитель Союза по иностранным делам и политике безопасности                           |
| Здравоохранение и продовольственная безопасность                    | SANTE      | Европейский комиссар здравоохранения и продовольственной безопасности                                |
| Управление персоналом и безопасность                                | HR         | Европейский комиссар по межведомственным отношениям и администрации                                  |
| Информатика                                                         | DIGIT      | Европейский комиссар по межведомственным отношениям и администрации                                  |
| Внутренний рынок, промышленность, предпринимательство и МСП         | GROW       | Европейский комиссар по промышленности и предпринимательству                                         |
| Устный перевод                                                      | SCIC       | Европейский комиссар по межведомственным отношениям и администрации                                  |
| Объединенный исследовательский центр                                | JRC        | Европейский комиссар по исследованиям, инновациям и науке                                            |
| Правосудие и права потребителей                                     | JUST       | Европейский комиссар по вопросам юстиции, основных прав и гражданства                                |
| Морские дела и рыболовство                                          | MARE       | Европейский комиссар по морским делам и рыболовству                                                  |
| Миграция и внутренние дела                                          | HOME       | Европейский комиссар внутренних дел                                                                  |
| Мобильность и транспорт                                             | MOVE       | Европейский комиссар по транспорту                                                                   |
| Региональная и градостроительная политика                           | REGIO      | Европейский комиссар по сплоченности и реформам                                                      |
| Научные исследования и инновации                                    | RTD        | Европейский комиссар по исследованиям, инновациям и науке                                            |
| Генеральный секретариат                                             | SG         | Председатель Европейской комиссии                                                                    |
| Налогообложение и таможенный союз                                   | TAXUD      | Европейский комиссар по экономике                                                                    |
| Торговля                                                            | TRADE      | Европейский комиссар по торговле                                                                     |
| Письменный перевод                                                  | DGT        | Европейский комиссар по межведомственным отношениям и администрации                                  |